# رايت باتمان
رايت باتمان (بالإنجليزية: Wright Patman) (و. 1893 – 1976 م) هو سياسي من الولايات المتحدة الأمريكية ولد في هوغز سبرينغز، تكساس.
وهو عضو في الحزب الديمقراطي الأمريكي .

## روابط خارجية
- رايت باتمان على موقع إن إن دي بي (الإنجليزية)